# آندریا بونومی
آندریا بونومی (به ایتالیایی: Andrea Bonomi) بازیکن فوتبال و اهل ایتالیا است که از سال ۱۹۵۱ میلادی عضو تیم ملی فوتبال ایتالیا بوده و در ۱ بازی ملی حضور داشته‌است. او در بازی‌های ملی‌اش گلی به ثمر نرساند.
آندریا بونومی آخرین بازی ملی خود را در سال ۱۹۵۱ میلادی انجام داد.